# محوطه علیجان زمین سر
محوطه علیجان زمین سر مربوط به دوران‌های تاریخی پس از اسلام است و در شهرستان املش، بخش رانکوه، روستای دیماجانکش واقع شده و این اثر در تاریخ ۲ آبان ۱۳۸۲ با شمارهٔ ثبت ۱۰۶۸۸ به‌عنوان یکی از آثار ملی ایران به ثبت رسیده است.